# 獨立區 (利馬省)

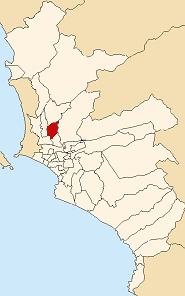

獨立區（西班牙語：Distrito de Independencia），是秘魯的一個區，位於該國西部利馬大區的利馬省，始建於1964年3月16日，面積9.56平方公里，海拔高度130米，2005年人口197,308，人口密度每平方公里14,000人。

## 友好城市
- 法國 日耶尔